# Banca Antonveneta

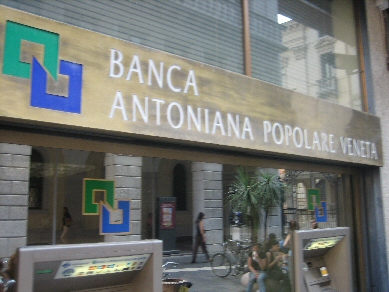
Banca Antonveneta en Padua, Italia.

La Banca Antonveneta (Banca Antoniana Popolare Veneta) fue en 2008 el noveno grupo bancario en Italia en términos de préstamos al consumo y el octavo mayor banco en términos de activos totales, con 1.000 sucursales, 10.800 empleados y €50.000 millones en activos.
El banco, con sede en Padua solo opera en el fragmentado mercado italiano, donde tiene una cuota de mercado de en torno del 3%. Tiene su foco en el rico Noreste del país con el 6&% del mercado y 600 oficinas. 
El ochenta y seis por cien de sus clientes son minoristas, suponiendo el 58% de los activos, el 12% son corporativos que suponen el 42% de los activos, y el 2% son institucionales.

## Historia
Banca Antonveneta fue creada por la fusión de dos bancos en 1996, Banca Antoniana y la cooperativa de crédito (popolare) Banca Popolare Veneta. Banca Antoniana trazaba sus orígenes a su fundación en Padua en 1893 bajo el nombre de Banca Cattolica Padovana. Banca Popolare Veneta también fundada en Padua, en este caso en 1866 bajo el nombre Banca Mutua di Credito Popolare; en 1883 se transformó a sí misma en Banca Cooperativa Popolare. Después de la II Guerra Mundial, adquirió varias otras cooperativas de crédito (populare): Treviso en 1950, Polesine en 1980, Cavarzere en 1982, y Valdagno en 1987. En el mismo año el banco tomó el nombre, Banca Popolare Veneta. 
En 1997,  i.e., un año después de la fusión, el banco adquirió una participación mayoritaria en Interbanca, que dio a Banca Antonveneta la capacidad de funcionar como un banco universal, no solo un banco al detalle. Entonces en 1999 adquirió Banca Nazionale dell'Agricoltura, que le dio una presencia en toda Italia, especialmente en el sur. Desde entonces se ha centrado más en el crecimiento financiero interno y en 2002 cambió su constitución de banco cooperativo a una sociedad de cotización pública SpA.
En 2005, la potencia financiera holandesa ABN AMRO superó con éxito una campaña plagada de escándalos por los reguladores bancarios italianos para convertirse en el primer banco extranjero en ser dueño de un banco italiano. Este movimiento se ha dicho que limpia el camino para otros bancos europeos para entrar en el lucrativo mercado italiano. A principios de 2006, las acciones de Antonveneta fueron deslistadas de la bolsa de valores italiana en tanto que ABN AMRO había adquirido más del 80% de la participación de control en el grupo bancario.
En octubre de 2007, un consorcio formado por Royal Bank of Scotland, Banco Santander y Fortis adquirió ABN AMRO con el propósito de dividirse los activos entre ellos. Banca Antonveneta debía inicialmente ser adquirida por el Santander, pero el 8 de noviembre de 2007 el banco español anunció que vendería Antonveneta a Monte dei Paschi di Siena.
En marzo de 2008, Santander vendió Interbanca a GE Financial.